# Albert Næser
Jacob Claus Andreas Carl Albert Næser (født 10. september 1841 i København, død 25. marts 1913 sammesteds) var en dansk grosserer, kaptajn og etatsråd.
Næser var søn af kaptajn i Søetaten August Næser og Wincentine f. Schønberg. Han blev handelsuddannet og fik ansættelse som prokurist hos sin svoger, grosserer August Liebmann. Han deltog i den 2. Slesvigske Krig i 1864, hvor han udmærkede sig som officer, særligt under Stormen 18. april.
Ved sin hjemkomst var Næser en respekteret militærmand, som ofte var omtalt i pressen som usædvanlig heltemodig. Han gjorde indtog i det københavnske selskabsliv og giftede sig i 1873 med Hedevig Carla f. Berling, datter af avisudgiver Carl Berling. Ved dette ægtskab blev han medejer af Berlingske Tidende og tilegnede sig derved en større formue. Han ejede bl.a. Lindencrones Palæ, hvor han i flere år samlede det københavnske bourgeoisi. Nok overtog Næser sin svogers forretning, men hans sociale status var dog væsentligst betinget af hans officerskarriere og hans giftermål. Han blev siden udnævnt kaptajn og etatsråd.
Næser var en kendt skikkelse i de københavnske gader, hvor han til sin død spadserede gennem Strøget med sin nystrøgne silkehat. Han levede sine sidste år en tilbagetrukket tilværelse, bl.a. i sin sommervilla i Ordrup. Han døde 25. marts 1913 efter længere tids svagelighed. Han fik to sønner, præsten Carl Næser og lægen Vincent Næser med sin hustru.